# Nick Gillard
 (avril 2016).
Nick Gillard est un cascadeur et coordinateur des cascades britannique né en 1959. Il est notamment connu pour être le coordinateur des cascades des trois films de la prélogie Star Wars.

## Biographie
À l'âge de douze ans, il s'enfuit de l'école militaire dans laquelle il est scolarisé pour intégrer le monde du cirque où il devient cascadeur équestre. Il quitte le cirque pour devenir cascadeur sur le tournage du Voleur de Bagdad de Clive Donner (1978) avant de s'orienter définitivement dans cette voie.
Il tient un rôle mineur dans Star Wars, épisode II : L'Attaque des clones, incarnant le maître Jedi Cin Drallig, dont le nom est simplement « Nic Gillard » écrit à l'envers, et est également la doublure privilégiée de Mark Hamill durant le tournage de Star Wars, épisode VI : Le Retour du Jedi. Outre la prélogie Star Wars, ses participations les plus notables sont Star Wars, épisode IV : Un nouvel espoir, Sleepy Hollow, Robin des Bois, prince des voleurs, Les Aventuriers de l'arche perdue et Indiana Jones et la Dernière Croisade.

## Filmographie sélective

### Cinéma
- Les Aventuriers de l'arche perdue de Steven Spielberg, 1981 : un soldat allemand, non crédité.
- Arena (An Absurd Notion) de Russell Mulcahy, 1985 : un fan
- Aliens, le retour de James Cameron, 1986 : cascadeur.
- Indiana Jones et la Dernière Croisade de Steven Spielberg, 1989 : membre d'équipage d'un char de combat frappé par un périscope, non crédité.
- Robin des Bois, prince des voleurs de Kevin Reynolds, 1991 : cascadeur.The Bill
- Star Wars, épisode I : La Menace fantôme de George Lucas, 1999 : coordinateur des cascades.
- Shaft de John Singleton, 2000 : coordinateur des cascades.
- Star Wars, épisode II : L'Attaque des clones de George Lucas, 2002 : coordinateur des cascades.
- Star Wars, épisode III : La Revanche des Sith de George Lucas, 2005 : coordinateur des cascades.

### Séries télévisées
- Hercule Poirot, 1989 à 1990, cinq épisodes : cascadeur.
- The Bill, 1989 à 2010, vingt-neuf épisodes : cascadeur.
- Les Aventures du jeune Indiana Jones, 1992, un épisode : cascadeur.
- Identity, 2010, six épisodes : cascadeur.
- MI-5, 2010, huit épisodes : cascadeur.